# Gongrocnemis
Gongrocnemis is een geslacht van rechtvleugeligen uit de familie sabelsprinkhanen (Tettigoniidae). De wetenschappelijke naam van dit geslacht is voor het eerst geldig gepubliceerd in 1895 door Redtenbacher.

## Soorten
Het geslacht Gongrocnemis omvat de volgende soorten:
- Gongrocnemis bivittata Brunner von Wattenwyl, 1895
- Gongrocnemis gaumeri Saussure & Pictet, 1898
- Gongrocnemis mexicana Saussure, 1859
- Gongrocnemis munda Brunner von Wattenwyl, 1895
- Gongrocnemis proxima Beier, 1962
- Gongrocnemis pulchra Beier, 1962
- Gongrocnemis tenebrosa Walker, 1870
- Gongrocnemis tolteca Saussure, 1859
- Gongrocnemis atrifrons Giglio-Tos, 1900
- Gongrocnemis belemita Piza, 1980
- Gongrocnemis corumbana Beier, 1962
- Gongrocnemis dubia Piza, 1977
- Gongrocnemis hilaris Brunner von Wattenwyl, 1895
- Gongrocnemis karoli Piza, 1980
- Gongrocnemis modesta Brunner von Wattenwyl, 1895
- Gongrocnemis montana Piza, 1980
- Gongrocnemis nigricauda Bruner, 1915
- Gongrocnemis paraguayana Beier, 1954
- Gongrocnemis reimoseri Beier, 1954
- Gongrocnemis rollei Beier, 1954
- Gongrocnemis signata Beier, 1962
- Gongrocnemis surinama Piza, 1980
- Gongrocnemis unicolor Brunner von Wattenwyl, 1895
- Gongrocnemis deminuta Brunner von Wattenwyl, 1895
- Gongrocnemis fissa Saussure & Pictet, 1898
- Gongrocnemis fusca Brunner von Wattenwyl, 1895
- Gongrocnemis hubbelli Beier, 1962
- Gongrocnemis tenuistyla Saussure & Pictet, 1898